# Fablehaven
Fablehaven es una serie de literatura fantástica escrita por Brandon Mull. La serie está compuesta por 5 libros, de los cuales todos han sido traducidos al español. Los libros son publicados en inglés por la Editorial Shadow Mountain y por Editorial Roca en el Idioma español.

## Sinopsis
La serie trata sobre dos hermanos, Kendra y Seth, quien son llevados a la reserva de su abuelo Sorenson mientras sus padres se embarcan en un crucero por 17 días. Al llegar, descubren que al abuelo vive en un ambiente maravilloso, pero que también deberá respetar ciertas reglas, tales como no acercarse al granero en el jardín o no atravesar el bosque a solas, dentro de la estancia de su abuelo, llamada "Fablehaven". 
Pero la verdad, es que ellos ocultan algo, Fablehaven no es otra cosa que una reserva de criaturas mágicas, donde conviven duendes, hadas, elfos y también criaturas malignas, tales como demonios. Fablehaven es también una de las cinco reservas secretas, reservas mágicas ocultas que se encargan de proteger cada una de las cinco llaves de la prisión de los demonios. Ahora, Seth y Kendra tendrán que enfrentarse a la Sociedad del Lucero de la Tarde para poder salvar la reserva y con ella el mundo entero.

## Libros
- Fablehaven[4]

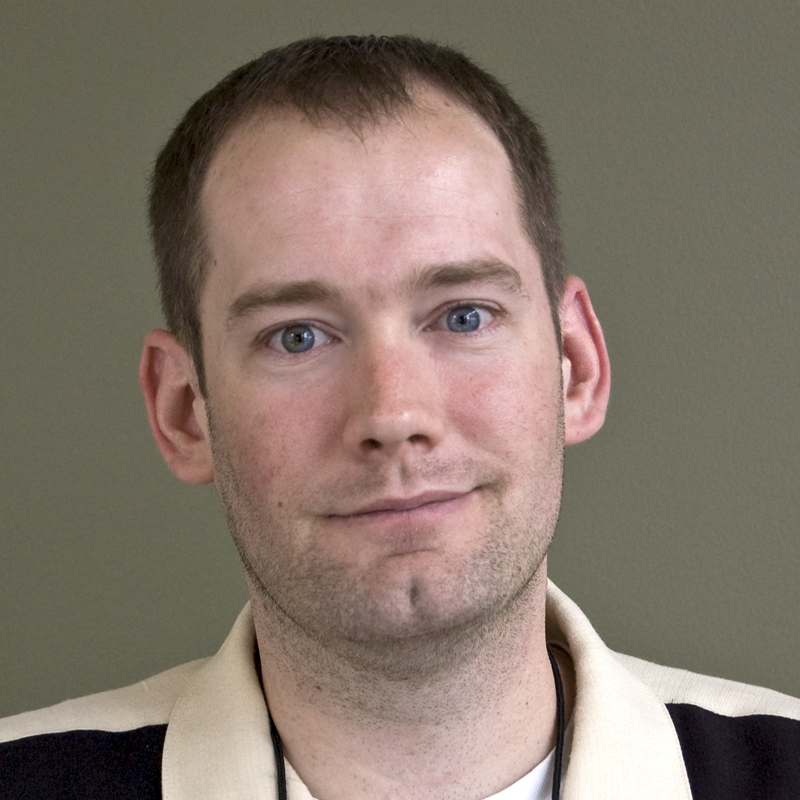
Brandon Mull, el autor.

- Fablehaven y la ascensión del Lucero de la Tarde[5]
- Fablehaven y la plaga de la sombra[6]
- Fablehaven y los secretos de la reserva de dragones[7]
- Fablehaven y las llaves de la prisión de los demonios

## Película
La película Fablehaven se canceló. Los derechos para producir la película han sido obtenidos por Avi Arad quien ha producido entre otras obras Iron Man y Spider-Man.